# Erik Alfred Hedin

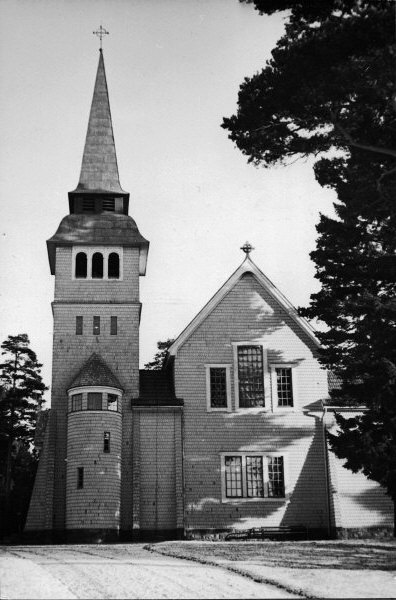
Bomhus kyrka.

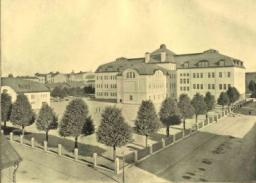
Läroverket i Gävle.

Erik Alfred Hedin, född den 11 oktober 1852 i Torshälla landsförsamling, död 1925, var en svensk arkitekt.
Hedin läste vid Tekniska skolan i Eskilstuna till 1870 och fortsatte studierna vid Kungliga Akademien för de fria konsterna 1870–1877.
Han verkade som praktiserande arkitekt i Stockholm 1877 då han var medhjälpare till Axel Kumlien vid uppförandet av Grand Hotel samt Aktiebolaget Atlas byggnader i Stockholm. Han kom till Gävle 1877 och efterträdde Mårten Albert Spiering som stadsarkitekt 1878 och verkade som sådan till 1922. Han ritade ett stort antal byggnader och kom att sätta stor prägel på Gävles stadsplanering, bland annat genom stadsplanen från 1888.
Hedin efterträddes på posten som stadsarkitekt av Gunnar Wetterling.

## Familj
E.A. Hedin gifte sig 1877 med Edit Wahlström, syster till Lydia Wahlström. Hedin uppförde i Gävle den egna bostaden, Buregården, och ett sommarställe på Norrlandet, Tomtebo i schweizerstil. Han är begravd på Gamla kyrkogården i Gävle.

## Verk i urval
- Elektrisk understation i kvarteret Kantorn vid Ruddammsgatan, Gävle 1903
- Gevaliapalatset, Gävle 1890-1892
- Selggrenska sanatoriet, Gävle 1910
- Bollnäs folkbank 1889 (riven 1971)

### Kyrkor i Gävle
- Strömsbro kyrka, 1899
- Bomhus kyrka, 1906
- Betlehemskapellet, missionskyrka, 1881 (rivet 1975)
- Sjömanskyrkan, missionskyrka, 1891
- S:t Matteus kyrka, metodistkyrka, 1881 (riven)
- S:t Petri kyrka, metodistkyrka, 1895 (riven)
- Immanuelskyrkan, baptistkyrka, 1904
- Sjömanshemmet, 1878

### Skolor i Gävle
- Stora Islandsskolan, 1880
- Lilla Islandsskolan, 1885
- Lilla Brynässkolan, 1885
- Norra skolans västra byggnad, 1885
- Södra gosskolan, 1890
- Kastets skola,  1890
- Bomhus skola, 1900
- Böna nya skola,  1902
- Brynässkolan, 1903-1907
- Läroverket, 1912-1914, ombyggnad

### Bönehus
uppförda efter förslagsritningar utförda på uppdrag av Svenska missionsförbundet 1892
- Vassen i Kalix, 1892
- Luleå, 1894
- Strömsund, 1896
- Holmsunds kapell, Gävle, 1896-1907
- Norrbärkes missionshus i Smedjebacken, Dalarna, 1899
- Ockelbo, 1900
- Torsåker, Gästrikland, 1900
- Betlehemskapell i Lingbo, Gästrikland, 1902
- Tolfta missionshus i Tierp, 1905
- Norrsundet, Gästrikland, 1907
- Skog, Hälsingland, 1908

## Bilder av några verk

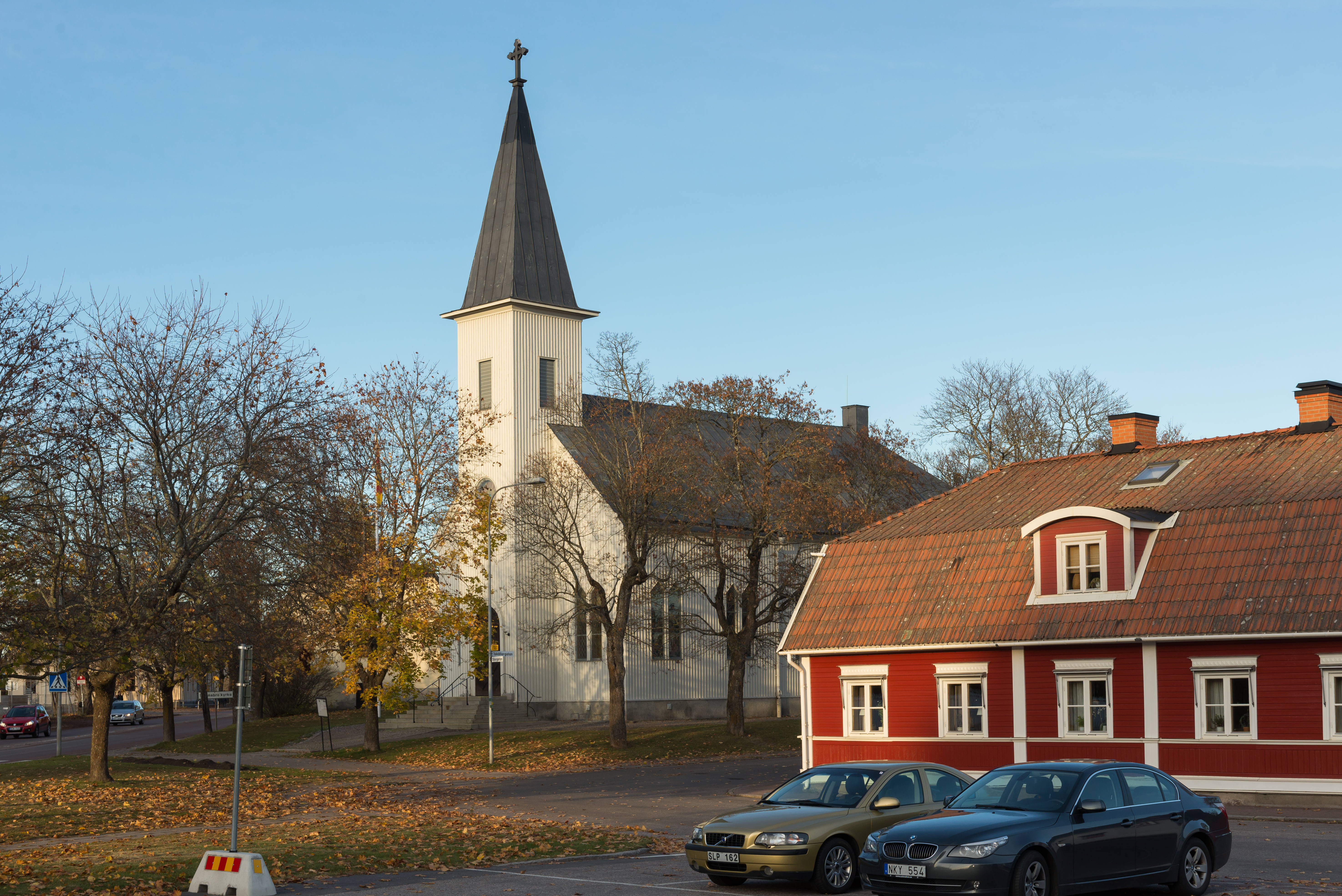
Strömsbro kyrka.
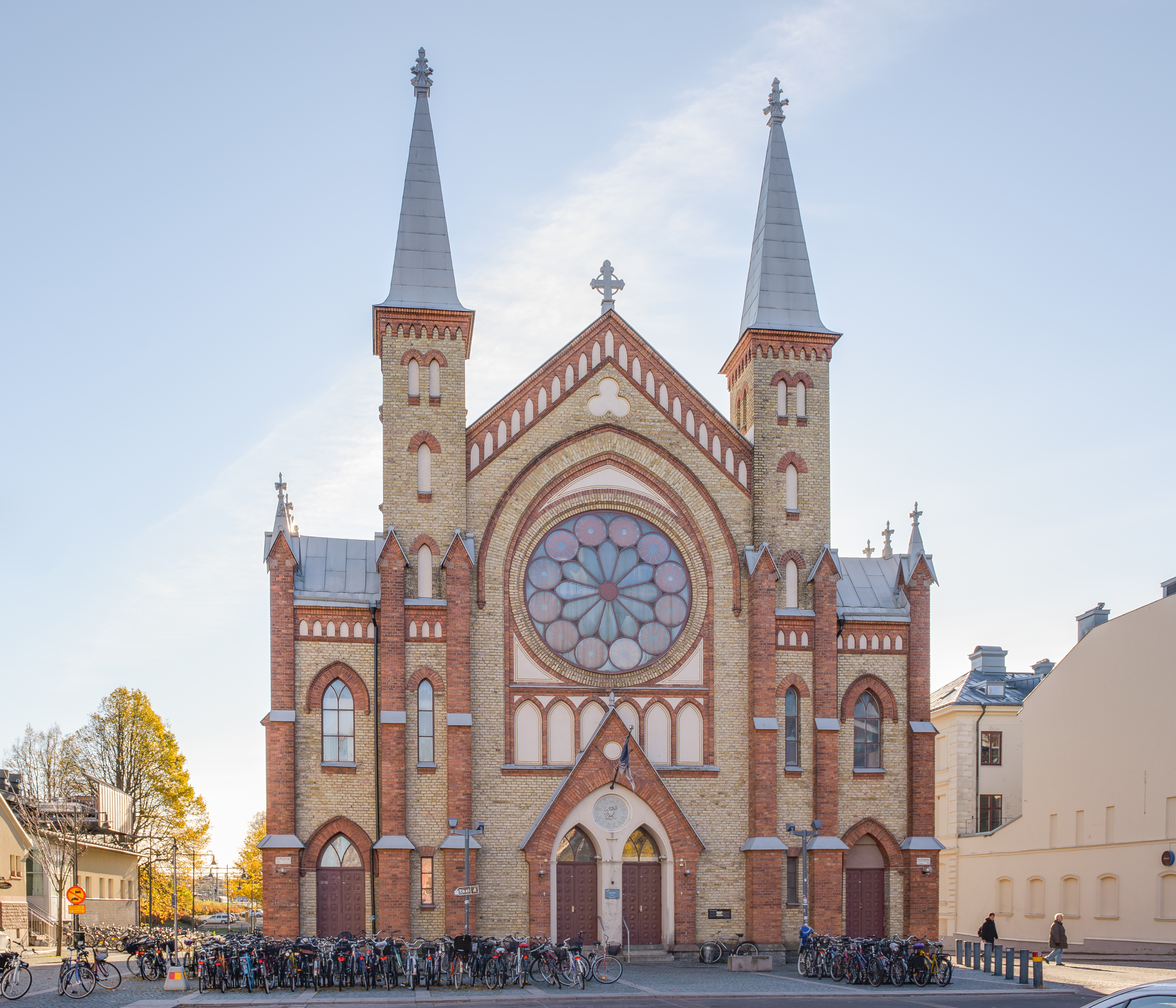
Sjömanskyrkan, Gävle.
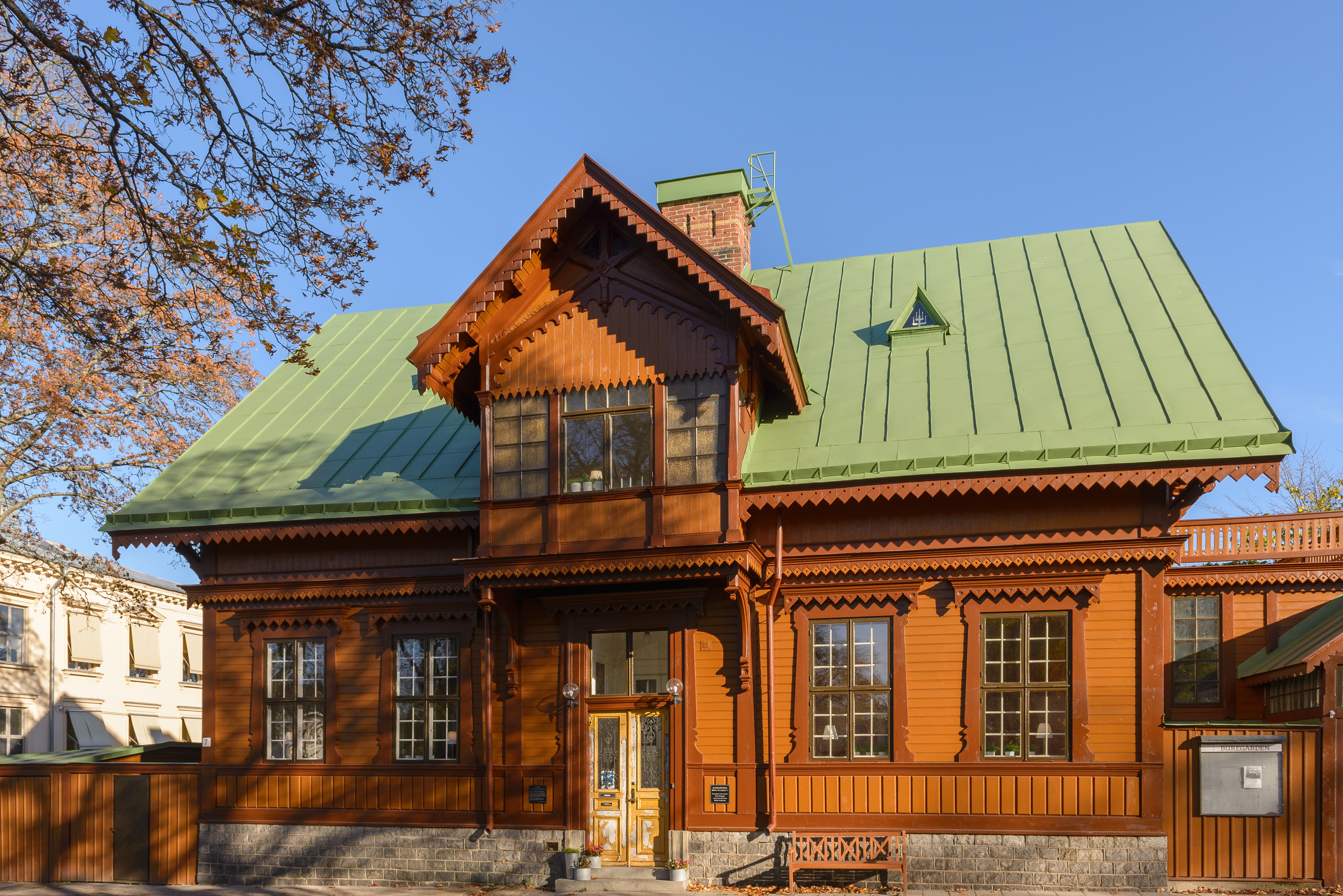
Egna bostaden Buregården, Gävle.
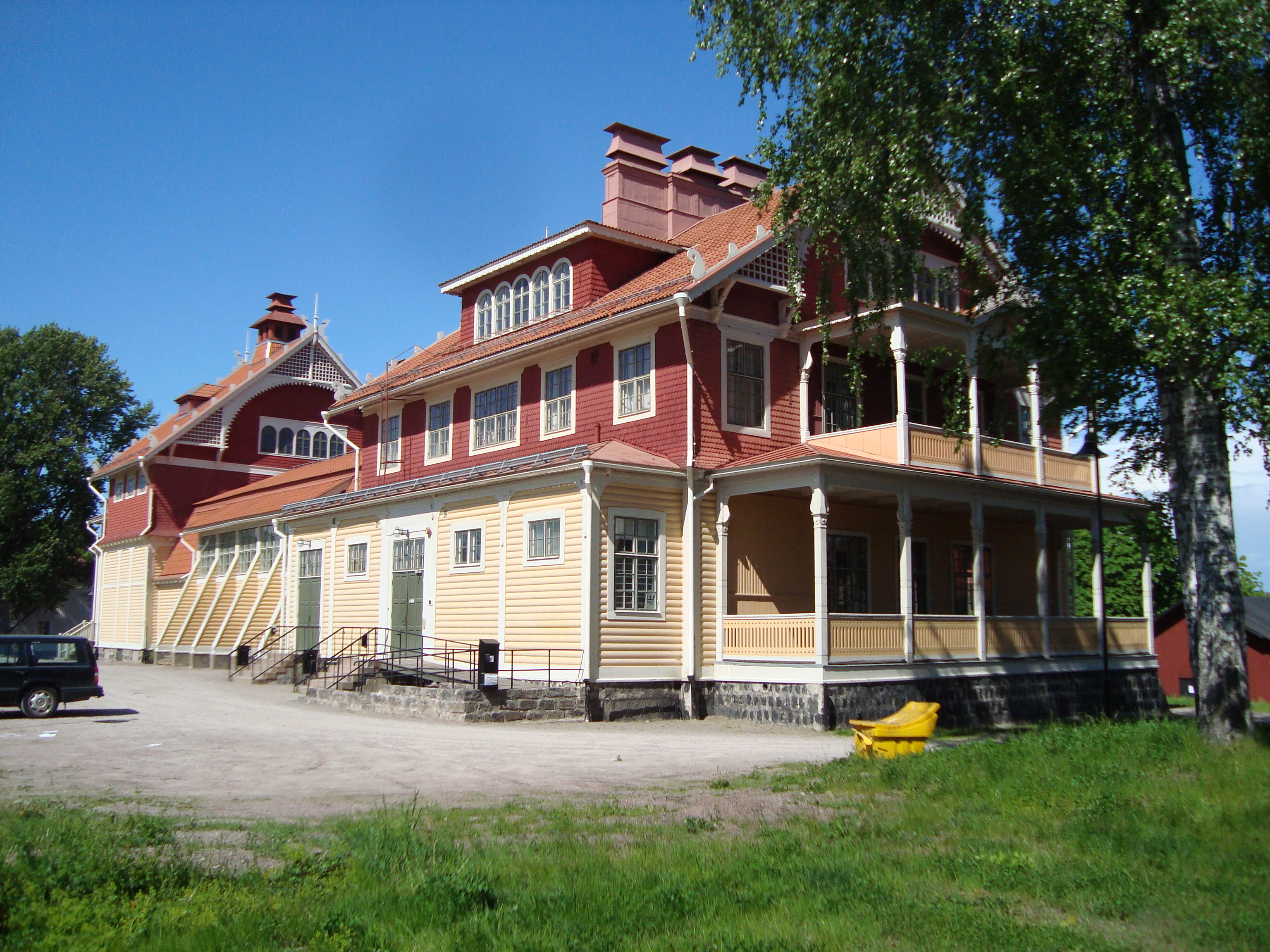
Valhalla, Sandviken